# Слободка (приток Вёрды)
Слободка — река в России, протекает в Скопинском районе Рязанской области. Левый приток Вёрды.

## География
Река Слободка берёт начало у села Высокое. Течёт на восток, у села Гремячка поворачивает на юг. Устье реки находится у села Лопатино в 42 км по левому берегу реки Вёрды. Длина реки составляет 21 км. Наиболее крупный правый приток Слободки — река Клешня.

## Данные водного реестра
По данным государственного водного реестра России относится к Окскому бассейновому округу, водохозяйственный участок реки — Проня от истока и до устья, речной подбассейн реки — Бассейны притоков Оки до впадения Мокши. Речной бассейн реки — Ока.
По данным геоинформационной системы водохозяйственного районирования территории РФ, подготовленной Федеральным агентством водных ресурсов:
- Код водного объекта в государственном водном реестре — 09010102112110000025578
- Код по гидрологической изученности (ГИ) — 110002557
- Код бассейна — 09.01.01.021
- Номер тома по ГИ — 10
- Выпуск по ГИ — 0